# The Grab Bag Bride
The Grab Bag Bride est un film américain réalisé par Ferris Hartman, sorti en 1917.

## Fiche technique
- Titre original : The Grab Bag Bride
- Réalisation : Ferris Hartman
- Photographie : Elgin Lessley
- Production : Mack Sennett
- Société de production : Keystone
- Société de distribution : Keystone
- Pays d’origine :  États-Unis
- Langue originale : anglais
- Format : noir et blanc — 35 mm — 1,37:1 — Film muet
- Genre : Comédie
- Durée : une bobine (300 m)
- Date de sortie :
  - États-Unis :28 janvier 1917

## Distribution
- Al St. John : le méchant
- Alice Lake : la jeune femme
- Wayland Trask : le jeune homme
- Mai Wells : la femme
- Frank Hayes : le juge de paix